# 资治通鉴残稿
《资治通鉴》残稿，又称《资治通鉴》手稿残页。该卷为北宋史学家司马光手书原稿，宽33.8厘米，长130厘米，共计二十九行，四百六十五字。现藏于中国国家图书馆。

## 简介
《资治通鉴》残稿记载了晋元帝永昌元年一年的史实，残稿上有多处改动涂抹痕迹。残稿以中间空白为界，前一部分被称为“幅纸三绝”。《残稿》后一段，是司马光用范纯仁写给他和长兄司马旦 (字伯康) 二人的书札起草而成。空白之后均为历代名家的题跋。 

## 鉴藏
袁忠彻、安国、项元汴、乾隆帝、嘉庆帝、宣统帝等。